# Javier Iguíñiz Echeverría

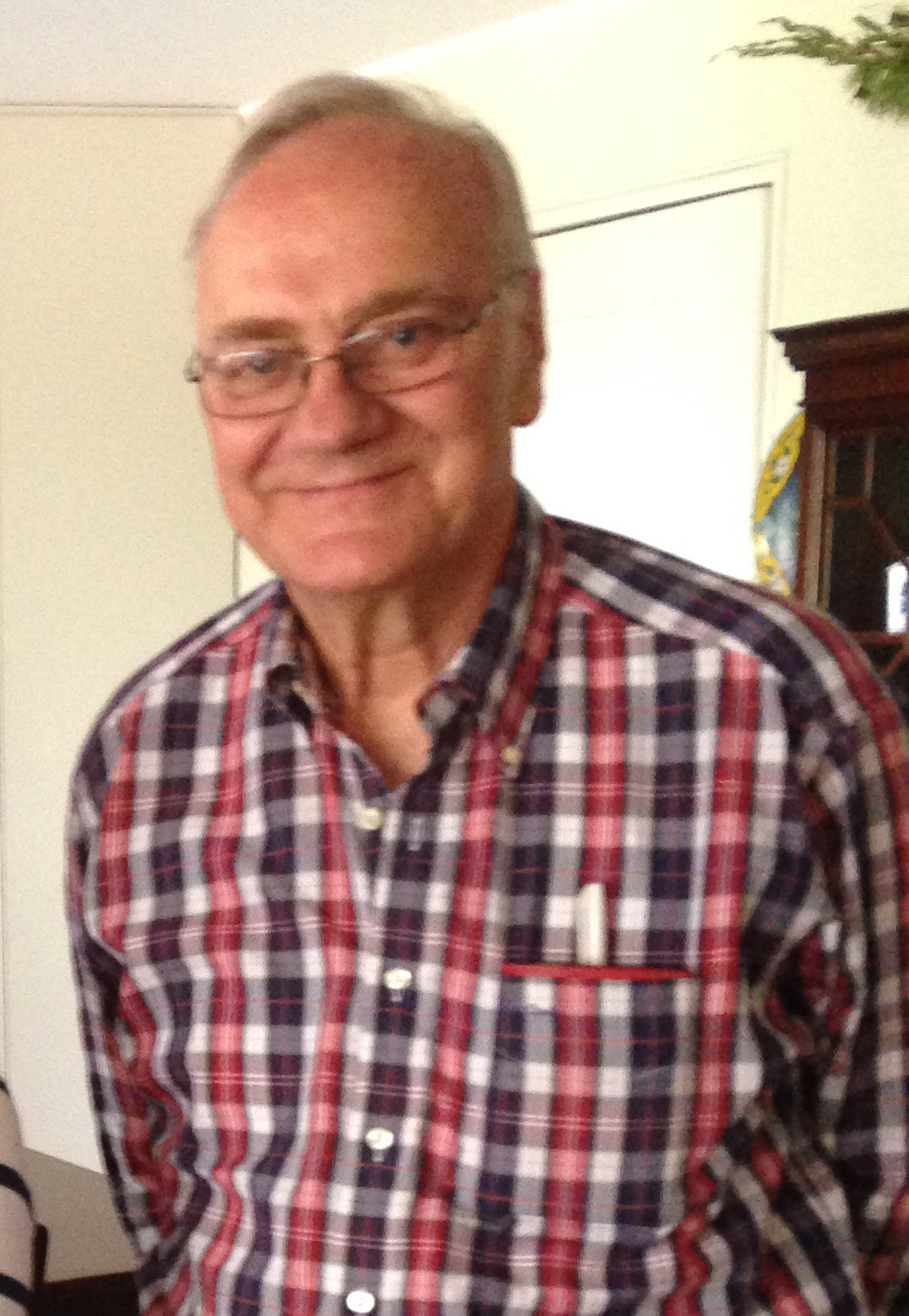
Javier Iguiñiz

Javier María Iguiñiz Echeverría (Lesaca, Navarra, 26 de septiembre de 1945) es un ingeniero mecánico-eléctrico, economista y profesor universitario peruano-español. Es profesor emérito del departamento de Economía de la Pontificia Universidad Católica del Perú. Fue Secretario Ejecutivo del Acuerdo Nacional desde noviembre de 2011 hasta mayo de 2020.

## Biografía
Nació en la ciudad de Lesaca, Comunidad Foral de Navarra en 1945. Su padre dejó España y llegó a Perú en busca de oportunidades de trabajo.
A los 14 años se mudó con sus padres al Perú y culminó sus estudios en el Colegio La Salle.
Ingresó a la Universidad Nacional de Ingeniería, en la cual estudió Ingeniería Mecánica y Eléctrica; luego estudió una Maestría en Economía en la Universidad Estatal de Iowa y un doctorado en Economía en la New School for Social Research de Nueva York.
Su tesis de doctorado fue asesorada por el economista marxista Anwar Shaikh. La investigación se basó en los instrumentos de la economía política de Marx para analizar el intercambio internacional en países subdesarrollados.
En las campañas electorales de 1995 y 1990 fue Jefe de Plan de Gobierno de Izquierda Unida.
Fue Presidente del Consorcio de Investigación Económica y Social (CIES) en el periodo 2004-2008
Ha sido director del Fondo Nacional de Compensación y Desarrollo Social (FONCODES), miembro del Consejo Nacional de Educación, del Consejo Consultivo del Ministerio de Trabajo y del Consejo de la Orden del Trabajo.
Fue miembro de la Mesa de Concertación para la Lucha Contra la Pobreza.
En 2011 fue nombrado como secretario técnico del Acuerdo Nacional, cargo que ocupó desde noviembre de ese año hasta mayo de 2020.
En su carrera académica, se ha desempeñado como Profesor de Economía en la Pontificia Universidad Católica del Perú, casa de estudios de la cual es Profesor Emérito. En la Universidad Católica, fue jefe del Departamento de Economía y coordinador del área de Economía en la Facultado de Ciencias Sociales.
Fue director del Centro de Investigaciones Sociales, Económicas, Políticas y Antropológicas (CISEPA) de 1981-1983 y en 1992. De la misma manera, fue presidente de Directorio en 2007.
Ha sido Profesor Visitante en la Universidad de Notre Dame y en la Universidad de Oxford así como investigador visitante del Instituto Tecnológico de Massachusetts (MIT).

## Publicaciones
- Capitalismo: Asalariados y Explotación (1975)
- El Problema del Empleo en el Perú (1983)
- La Cuestión rural en el Perú (1983)
- Sistema Económico y Estrategia de Desarrollo Peruano. Tres Ensayos (1984)
- Política Industrial Peruana 1970-1980. Una síntesis (1984)
- Crisis y Fluctuaciones en la Economía Peruana, 1950-1983. (1985)
- Comunidad Minera. Itinerario de Solidaridad (1985)
- Crecimiento Económico y Restricción Externa (1985)
- Materiales para un Proyecto Económico (1986)
- Política económica 1985-1986: Deslindes mirando el futuro (1986)
- Buscando salidas. Ensayos sobre la pobreza (1994)
- Pluralismo empresarial, representatividad y empleo (1994)
- Deuda externa en América Latina. Exigencias éticas desde la Doctrina Social de la Iglesia (1995)
- Aplanar los andes y otras propuestas (1998)
- Jubileo y deuda: justificación y oportunidad (1999)
- Desigualdad y pobreza en el mundo (1999)
- Equidad, integración social y desarrollo. Hacia un nuevo enfoque para la política social en América Latina (1999)
- Balance de la investigación económica en el Perú (2000)
- Descentralización, empleo y pobreza (2001)
- Terrenos comunes para el diálogo entre Ciencias Sociales y Teología. (2002)
- Economía y derechos sociales. Ensayos (2002)
- Desarrollo, libertad y liberación en Amartya Sen y Gustavo Gutiérrez (2003)[8]
- Desarrollo humano entre el mundo rural y urbano (2004)
- Balance de la investigación económica y social en el Perú, 1999-2003 (2004)
- Desarrollo Económico y Bienestar. Homenaje a Máximo Vega Centeno (2009)
- Desigualdad distributiva en el Perú: dimensiones (2011)

## Distinciones
- Orden de las Palmas Magisteriales en el grado de Amauta (2022)[9]
- Doctor honoris causa por la Universidad Nacional Hermilio Valdizán (2010)
- Miembro Honorario del Colegio de Economistas del Perú (1999)
- Doctor honoris causa por la Universidad Nacional de Cajamarca (1996)
- Profesor Honorario Universidad Nacional de San Agustín (1993)